# ستيف كينت (لاعب كرة قاعدة)
ستيف كينت (بالإنجليزية: Steve Kent)‏ هو لاعب كرة قاعدة أمريكي، ولد في 3 أكتوبر 1978 في فرانكفورت في ألمانيا.

## وصلات خارجية
- ستيف كينت على موقعبيزبول رفرنس.كوم (الدوري الرئيسي) (الإنجليزية)
- ستيف كينت على موقعبيزبول رفرنس.كوم (الدوري الثانوي) (الإنجليزية)